# Hymns (Godflesh)
Hymns è il sesto album in studio del gruppo industrial metal britannico Godflesh, pubblicato nel 2001.

## Tracce
1. Defeated – 6:05
2. Deaf, Dumb and Blind – 4:24
3. Paralyzed – 5:10
4. Anthem – 5:24
5. Voidhead – 4:41
6. Tyrant – 4:05
7. White Flag – 6:25
8. For Life – 5:13
9. Animals – 3:52
10. Vampires – 6:28
11. Antihuman – 4:23
12. Regal – 4:37
13. Jesu (Il brano "Jesu" dura 6:03. Dopo un minuto di silenzio (6:03 - 7:03), inizia una traccia fantasma senza titolo.) – 12:51

Durata totale: 73:38

## Formazione
- G. C. Green – basso
- Justin Broadrick – chitarra, voce, programmazioni
- Ted Parsons – batteria, percussioni